# Collegio di Crewe and Nantwich
Crewe and Nantwich è un collegio elettorale situato nel Cheshire, nel Nord Ovest dell'Inghilterra, e rappresentato alla Camera dei comuni del Parlamento del Regno Unito. Elegge un membro del parlamento con il sistema first-past-the-post, ossia maggioritario a turno unico; l'attuale parlamentare è Connor Naismith del Partito Laburista, che rappresenta il collegio dal 2024.

## Estensione

Crewe and Nantwich dal 2010 al 2024

- 1983–1997: i ward del Borough di Crewe and Nantwich di Acton, Alexandra, Audlem, Barony Weaver, Bunbury, Combermere, Coppenhall, Delamere, Grosvenor, Maw Green, Minshull, Peckforton, Queens Park, Ruskin Park, St Barnabas, St John's, Shavington, Waldron, Wellington, Weston Park, Willaston East, Willaston West, Wistaston, Wrenbury e Wybunbury.
- 1997–2010: i ward del Borough di Crewe and Nantwich di Alexandra, Barony Weaver, Coppenhall, Delamere, Grosvenor, Haslington, Maw Green, Queens Park, Ruskin Park, St Barnabas, St John's, Shavington, Waldron, Wellington, Weston Park, Willaston East, Willaston West, Wistaston e Wybunbury.
- 2010-2024: i ward del Borough di Cheshire East di Alexandra, Barony Weaver, Birchin, Coppenhall, Delamere, Englesea, Grosvenor, Haslington, Leighton, Maw Green, St Barnabas, St John's, St Mary's, Shavington, Valley, Waldron, Wellington, Wells Green, Willaston, Wistaston Green e Wybunbury.
- dal 2024: come sopra, senza il ward di Wybunbury, spostato nel nuovo collegio di Chester South and Eddisbury.

Il collegio fu creato da parti dei collegi di Crewe e Nantwich; Crewe eleggeva deputati laburisti dal 1945, mentre Nantwich ebbe solo deputati conservatori sin dalla sua creazione nel 1955.
Il collegio contiene le città di Crewe e Nantwich, nell'autorità unitaria di Cheshire East; gran parte dell'area totale ad ovest di Nantwich, e parti dell'area a nord di Crewe si trovano nel collegio di Eddisbury.

## Membri del parlamento
| Elezione | Elezione | Deputato         | Partito      |
| -------- | -------- | ---------------- | ------------ |
|          | 1983     | Gwyneth Dunwoody | Laburista    |
|          | 2008 (S) | Edward Timpson   | Conservatore |
|          | 2017     | Laura Smith      | Laburista    |
|          | 2019     | Kieran Mullan    | Conservatore |
|          | 2024     | Connor Naismith  | Laburista    |

## Elezioni

### Elezioni negli anni 2020
| Partito                    | Partito                                           | Candidato                  | Risultati 4 luglio 2024 | Risultati 4 luglio 2024 |
| Partito                    | Partito                                           | Candidato                  | Voti                    | %                       |
| -------------------------- | ------------------------------------------------- | -------------------------- | ----------------------- | ----------------------- |
|                            | Laburista                                         | Connor Naismith            | 20 837                  | 44,14                   |
|                            | Conservatore                                      | Ben Fletcher               | 11 110                  | 23,53                   |
|                            | Reform UK                                         | Matthew Wood               | 9 602                   | 20,34                   |
|                            | Lib Dem                                           | Matt Theobald              | 2 286                   | 4,84                    |
|                            | Verdi                                             | Te Ata Browne              | 2 151                   | 4,56                    |
|                            | Putting Crewe First                               | Brian Silvester            | 588                     | 1,25                    |
|                            | Workers                                           | Phillip Lane               | 383                     | 0,81                    |
|                            | Monster Raving Loony                              | Lord Psychobilly Tractor   | 250                     | 0,53                    |
|                            |                                                   |                            |                         |                         |
| Iscritti                   | Iscritti                                          | Iscritti                   | 78 423                  | 100,00                  |
| ↳ Votanti (% su iscritti)  | ↳ Votanti (% su iscritti)                         | ↳ Votanti (% su iscritti)  | 47 337                  | 60,36                   |
| ↳ Astenuti (% su iscritti) | ↳ Astenuti (% su iscritti)                        | ↳ Astenuti (% su iscritti) | 31 086                  | 39,64                   |
|                            |                                                   |                            |                         |                         |
|                            | Esito: collegio passa da Conservatore a Laburista |                            |                         |                         |

### Elezioni negli anni 2010
| Partito                    | Partito                                           | Candidato                  | Risultati 12 dicembre 2019 | Risultati 12 dicembre 2019 |
| Partito                    | Partito                                           | Candidato                  | Voti                       | %                          |
| -------------------------- | ------------------------------------------------- | -------------------------- | -------------------------- | -------------------------- |
|                            | Conservatore                                      | Kieran Mullan              | 28 704                     | 53,12                      |
|                            | Laburista                                         | Laura Smith                | 20 196                     | 37,38                      |
|                            | Lib Dem                                           | Matthew Theobald           | 2 618                      | 4,85                       |
|                            | Brexit                                            | Matt Wood                  | 1 390                      | 2,57                       |
|                            | Verdi                                             | Te Ata Browne              | 975                        | 1,80                       |
|                            | Libertariano                                      | Andrew Kinsman             | 149                        | 0,28                       |
|                            |                                                   |                            |                            |                            |
| Iscritti                   | Iscritti                                          | Iscritti                   | 80 321                     | 100,00                     |
| ↳ Votanti (% su iscritti)  | ↳ Votanti (% su iscritti)                         | ↳ Votanti (% su iscritti)  | 54 032                     | 67,27                      |
| ↳ Astenuti (% su iscritti) | ↳ Astenuti (% su iscritti)                        | ↳ Astenuti (% su iscritti) | 26 289                     | 32,73                      |
|                            |                                                   |                            |                            |                            |
|                            | Esito: collegio passa da Laburista a Conservatore |                            |                            |                            |

| Partito                    | Partito                                           | Candidato                  | Risultati 8 giugno 2017 | Risultati 8 giugno 2017 |
| Partito                    | Partito                                           | Candidato                  | Voti                    | %                       |
| -------------------------- | ------------------------------------------------- | -------------------------- | ----------------------- | ----------------------- |
|                            | Laburista                                         | Laura Smith                | 25 928                  | 47,12                   |
|                            | Conservatore                                      | Edward Timpson             | 25 880                  | 47,03                   |
|                            | UKIP                                              | Michael Stanley            | 1 885                   | 3,43                    |
|                            | Lib Dem                                           | David Crowther             | 1 334                   | 2,42                    |
|                            |                                                   |                            |                         |                         |
| Iscritti                   | Iscritti                                          | Iscritti                   | 78 948                  | 100,00                  |
| ↳ Votanti (% su iscritti)  | ↳ Votanti (% su iscritti)                         | ↳ Votanti (% su iscritti)  | 55 027                  | 69,70                   |
| ↳ Astenuti (% su iscritti) | ↳ Astenuti (% su iscritti)                        | ↳ Astenuti (% su iscritti) | 23 921                  | 30,30                   |
|                            |                                                   |                            |                         |                         |
|                            | Esito: collegio passa da Conservatore a Laburista |                            |                         |                         |

| Partito                    | Partito                                   | Candidato                  | Risultati 7 maggio 2015 | Risultati 7 maggio 2015 |
| Partito                    | Partito                                   | Candidato                  | Voti                    | %                       |
| -------------------------- | ----------------------------------------- | -------------------------- | ----------------------- | ----------------------- |
|                            | Conservatore                              | Edward Timpson             | 22 445                  | 44,98                   |
|                            | Laburista                                 | Adrian Heald               | 18 825                  | 37,73                   |
|                            | UKIP                                      | Richard Lee                | 7 252                   | 14,53                   |
|                            | Lib Dem                                   | Roy Wood                   | 1 374                   | 2,75                    |
|                            |                                           |                            |                         |                         |
| Iscritti                   | Iscritti                                  | Iscritti                   | 74 029                  | 100,00                  |
| ↳ Votanti (% su iscritti)  | ↳ Votanti (% su iscritti)                 | ↳ Votanti (% su iscritti)  | 49 896                  | 67,40                   |
| ↳ Astenuti (% su iscritti) | ↳ Astenuti (% su iscritti)                | ↳ Astenuti (% su iscritti) | 24 133                  | 32,60                   |
|                            |                                           |                            |                         |                         |
|                            | Esito: collegio confermato a Conservatore |                            |                         |                         |

| Partito                    | Partito                                   | Candidato                  | Risultati 6 maggio 2010 | Risultati 6 maggio 2010 |
| Partito                    | Partito                                   | Candidato                  | Voti                    | %                       |
| -------------------------- | ----------------------------------------- | -------------------------- | ----------------------- | ----------------------- |
|                            | Conservatore                              | Edward Timpson             | 23 420                  | 45,85                   |
|                            | Laburista                                 | David Williams             | 17 374                  | 34,01                   |
|                            | Lib Dem                                   | Roy Wood                   | 7 656                   | 14,99                   |
|                            | UKIP                                      | James Clutton              | 1 414                   | 2,77                    |
|                            | BNP                                       | Phil Williams              | 1 043                   | 2,04                    |
|                            | Indipendente                              | Mike Parsons               | 177                     | 0,35                    |
|                            |                                           |                            |                         |                         |
| Iscritti                   | Iscritti                                  | Iscritti                   | 77 517                  | 100,00                  |
| ↳ Votanti (% su iscritti)  | ↳ Votanti (% su iscritti)                 | ↳ Votanti (% su iscritti)  | 51 084                  | 65,90                   |
| ↳ Astenuti (% su iscritti) | ↳ Astenuti (% su iscritti)                | ↳ Astenuti (% su iscritti) | 26 433                  | 34,10                   |
|                            |                                           |                            |                         |                         |
|                            | Esito: collegio confermato a Conservatore |                            |                         |                         |

### Elezioni negli anni 2000
| Partito                    | Partito                                           | Candidato                  | Risultati 22 maggio 2008 | Risultati 22 maggio 2008 |
| Partito                    | Partito                                           | Candidato                  | Voti                     | %                        |
| -------------------------- | ------------------------------------------------- | -------------------------- | ------------------------ | ------------------------ |
|                            | Conservatore                                      | Edward Timpson             | 20 539                   | 49,49                    |
|                            | Laburista                                         | Tamsin Dunwoody            | 12 679                   | 30,55                    |
|                            | Lib Dem                                           | Elizabeth Shenton          | 6 040                    | 14,55                    |
|                            | UKIP                                              | Mike Nattrass              | 922                      | 2,22                     |
|                            | Verdi                                             | Robert Smith               | 359                      | 0,87                     |
|                            | Democratici                                       | David Roberts              | 275                      | 0,66                     |
|                            | Monster Raving Loony                              | The Flying Brick           | 236                      | 0,57                     |
|                            | Indipendente                                      | Mark Walklate              | 217                      | 0,52                     |
|                            | Cut Tax on Diesel and Petrol                      | Paul Thorogood             | 118                      | 0,28                     |
|                            | Indipendente                                      | Gemma Garrett              | 113                      | 0,27                     |
|                            |                                                   |                            |                          |                          |
| Iscritti                   | Iscritti                                          | Iscritti                   | 71 302                   | 100,00                   |
| ↳ Votanti (% su iscritti)  | ↳ Votanti (% su iscritti)                         | ↳ Votanti (% su iscritti)  | 41 498                   | 58,20                    |
| ↳ Astenuti (% su iscritti) | ↳ Astenuti (% su iscritti)                        | ↳ Astenuti (% su iscritti) | 29 804                   | 41,80                    |
|                            |                                                   |                            |                          |                          |
|                            | Esito: collegio passa da Laburista a Conservatore |                            |                          |                          |

| Partito                    | Partito                                | Candidato                  | Risultati 5 maggio 2005 | Risultati 5 maggio 2005 |
| Partito                    | Partito                                | Candidato                  | Voti                    | %                       |
| -------------------------- | -------------------------------------- | -------------------------- | ----------------------- | ----------------------- |
|                            | Laburista                              | Gwyneth Dunwoody           | 21 240                  | 48,84                   |
|                            | Conservatore                           | Eveleigh Moore-Dutton      | 14 162                  | 32,57                   |
|                            | Lib Dem                                | Paul Roberts               | 8 083                   | 18,59                   |
|                            |                                        |                            |                         |                         |
| Iscritti                   | Iscritti                               | Iscritti                   | 72 475                  | 100,00                  |
| ↳ Votanti (% su iscritti)  | ↳ Votanti (% su iscritti)              | ↳ Votanti (% su iscritti)  | 43 485                  | 60,00                   |
| ↳ Astenuti (% su iscritti) | ↳ Astenuti (% su iscritti)             | ↳ Astenuti (% su iscritti) | 28 990                  | 40,00                   |
|                            |                                        |                            |                         |                         |
|                            | Esito: collegio confermato a Laburista |                            |                         |                         |

| Partito                    | Partito                                | Candidato                  | Risultati 7 giugno 2001 | Risultati 7 giugno 2001 |
| Partito                    | Partito                                | Candidato                  | Voti                    | %                       |
| -------------------------- | -------------------------------------- | -------------------------- | ----------------------- | ----------------------- |
|                            | Laburista                              | Gwyneth Dunwoody           | 22 556                  | 54,29                   |
|                            | Conservatore                           | Donald Potter              | 12 650                  | 30,45                   |
|                            | Lib Dem                                | David Cannon               | 5 595                   | 13,47                   |
|                            | UKIP                                   | Roger Croston              | 746                     | 1,80                    |
|                            |                                        |                            |                         |                         |
| Iscritti                   | Iscritti                               | Iscritti                   | 69 014                  | 100,00                  |
| ↳ Votanti (% su iscritti)  | ↳ Votanti (% su iscritti)              | ↳ Votanti (% su iscritti)  | 41 547                  | 60,20                   |
| ↳ Astenuti (% su iscritti) | ↳ Astenuti (% su iscritti)             | ↳ Astenuti (% su iscritti) | 27 467                  | 39,80                   |
|                            |                                        |                            |                         |                         |
|                            | Esito: collegio confermato a Laburista |                            |                         |                         |

## Risultati dei referendum

### Referendum sulla permanenza del Regno Unito nell'Unione europea del 2016
|             | Collegio           | Lasciare UE % | Rimanere in UE % |
| ----------- | ------------------ | ------------- | ---------------- |
|             | Crewe and Nantwich | 59,0%         | 41,0%            |
| Inghilterra | 53,3%              | 46,7%         |                  |
| Regno Unito | 51,9%              | 48,1%         |                  |